# Point Arena (Kalifornia)
Point Arena város az USA Kalifornia államában, Mendocino megyében. Lakosainak száma 460 fő (2020. április 1.).

## Népesség
A település népességének változása:

| 2010 | 449 |
| 2020 | 460 |